# Tracey Ullman
Tracey Ullman (Slough, Buckinghamshire (heden Berkshire), 30 december 1959) is een Britse actrice, comédienne en zangeres die bekendheid verwierf als gastvrouw van het naar haar vernoemde televisieprogramma. Ullman is zeer bedreven in het spelen van typetjes en het nabootsen van accenten, zoals bijvoorbeeld Angela Merkel.

## Korte biografie
Ullman werd geboren in Slough. Ze begon haar carrière in het theater, waar ze met het stuk Four in a Million een prijs voor meest veelbelovende nieuwe actrice won. Ze maakte haar televisiedebuut samen met Rik Mayall in een serie getiteld A Kick Up the Eighties. Ook speelde ze met Lenny Henry in Three of a Kind, waarvoor ze een BAFTA TV Award won. In 1983 had Ullman succes als zangeres toen het platenlabel Stiff Records een aantal platen van haar uitbracht. Vooral "Breakaway" (een cover van Jackie DeShannon) en "They Don't Know" (origineel van Kirsty MacColl, die op deze versie ook achtergrondzang doet) en de cover "My Guy ('s mad at me)" van het Madness-nummer "My Girl" werden hits. In de videoclip van "They Don't Know" trad Paul McCartney kort op.
In de Verenigde Staten won Ullman met haar televisieprogramma The Tracey Ullman Show drie Emmy Awards en een Golden Globe. Tussen 1996 en 1999 speelde ze in haar eigen televisieprogramma Tracey Takes On... (twee Emmy's). Ook vervulde ze een terugkerende gastrol in de televisieserie Ally McBeal als Tracey Clark, de therapeute van Ally, waarvoor ze in 1999 haar zesde Emmy won. Verder won ze in diverse series en films in totaal 10 American Comedy Awards.
Daarnaast speelde Ullman in vele speelfilms, waaronder I Love You to Death, Robin Hood: Men in Tights, Household Saints en A Dirty Shame. In 2007 speelt ze moeder natuur in Amy Heckerlings I Could Never Be Your Woman.
Ze was vanaf 1983 tot aan zijn dood in (24 december) 2013 getrouwd met televisieproducent Allan McKeown, met wie ze twee kinderen heeft (Mabel en John). In 2003 werd Ullman genaturaliseerd tot Amerikaans staatsburger. Ze woont in Los Angeles.

## Beknopte filmografie

### Speelfilms
- 1984: The Young Visitors - als Ethel Monticue
- 1984: Give My Regards to Broad Street - als Sandra
- 1985: Plenty - als Alice Park
- 1986: Jumpin' Jack Flash - als Fiona
- 1990: I Love You to Death - als Rosalie Boca
- 1990: Happily Ever After - als Thunderella / Moonbeam (stem)
- 1993: Robin Hood: Men in Tights - als Latrine
- 1993: Household Saints - als Catherine Falconetti
- 1994: I'll Do Anything - als Beth Hobbs
- 1994: Bullets over Broadway - als Eden Brent
- 1994: Prêt-à-Porter - als Nina Scant
- 2000: Panic - als Martha
- 2000: Small Time Crooks - als Frenchy
- 2004: A Dirty Shame - als Sylvia
- 2005: Corpse Bride - als Nell Van Dort / Hidegarde (stem)
- 2005: Kronk's New Groove - als Ms. Birdwell (stem)
- 2007: I Could Never Be Your Woman - als Moeder Natuur
- 2008: The Tale of Despereaux - als Miggery Sow (stem)
- 2012: What About Dick? - als Tante Maggie
- 2014: Into the Woods - als Jacks moeder
- 2020: The Prom - als Vera Glickman

### Televisieseries
- 1981 - Three of a Kind
- 1985 - Girls on Top
- 1987-1990 - The Tracey Ullman Show
- 1993 - Tracey Takes on New York
- 1996-1999 - Tracey Takes On...
- 1998-1999 - Ally McBeal
- 2008-2010 - Tracey Ullman's State of the Union
- 2014 - How I Met Your Mother
- 2016 - Tracey Ullman's Show
- 2020 - Mrs. America
- 2021 - Curb Your Enthusiasm

## Discografie

### Albums
| Album met eventuele hitnotering(en) in de Nederlandse Album Top 100 | Datum van verschijnen | Datum van binnenkomst | Hoogste positie | Aantal weken | Opmerkingen |
| ------------------------------------------------------------------- | --------------------- | --------------------- | --------------- | ------------ | ----------- |
| You Broke My Heart in 17 Places                                     | 1983                  | 17-12-1983            | 40              | 7            |             |
| You Caught Me Out                                                   | 1984                  |                       | -               |              |             |

### Singles
| Single met eventuele hitnotering(en) in de Nederlandse Top 40 | Datum van verschijnen | Datum van binnenkomst | Hoogste positie | Aantal weken | Opmerkingen                                                                                   |
| ------------------------------------------------------------- | --------------------- | --------------------- | --------------- | ------------ | --------------------------------------------------------------------------------------------- |
| Breakaway                                                     | 1983                  | 23-04-1983            | 2               | 9            | Nr. 2 in de Nationale Hitparade en de TROS Top 50                                             |
| They don't know                                               | 1983                  | 08-10-1983            | 8               | 7            | Veronica Alarmschijf Hilversum 3 / Nr. 10 in de Nationale Hitparade / Nr. 8 in de TROS Top 50 |
| Move over darling                                             | 1983                  | 24-12-1983            | 13              | 4            | Nr. 20 in de Nationale Hitparade / Nr. 12 in de TROS Top 50                                   |
| My guy's mad at me                                            | 1984                  | 31-03-1984            | 23              | 5            | TROS Paradeplaat Hilversum 3 / Nr. 19 in de Nationale Hitparade / Nr. 20 in de TROS Top 50    |
| Sunglasses                                                    | 1984                  | 18-08-1984            | 32              | 3            | Nr. 29 in de Nationale Hitparade en de TROS Top 50                                            |

### NPO Radio 2 Top 2000
| Nummer met noteringen in de NPO Radio 2 Top 2000 | '99  | '00  | '01  |
| ------------------------------------------------ | ---- | ---- | ---- |
| Breakaway                                        | 1646 | 1658 | 1934 |

1. ↑  Een vetgedrukt getal geeft de hoogste notering aan.
2. ↑  Deze tabel is bijgewerkt tot en met de laatste editie (2024).